# Процесс и Мартиниан

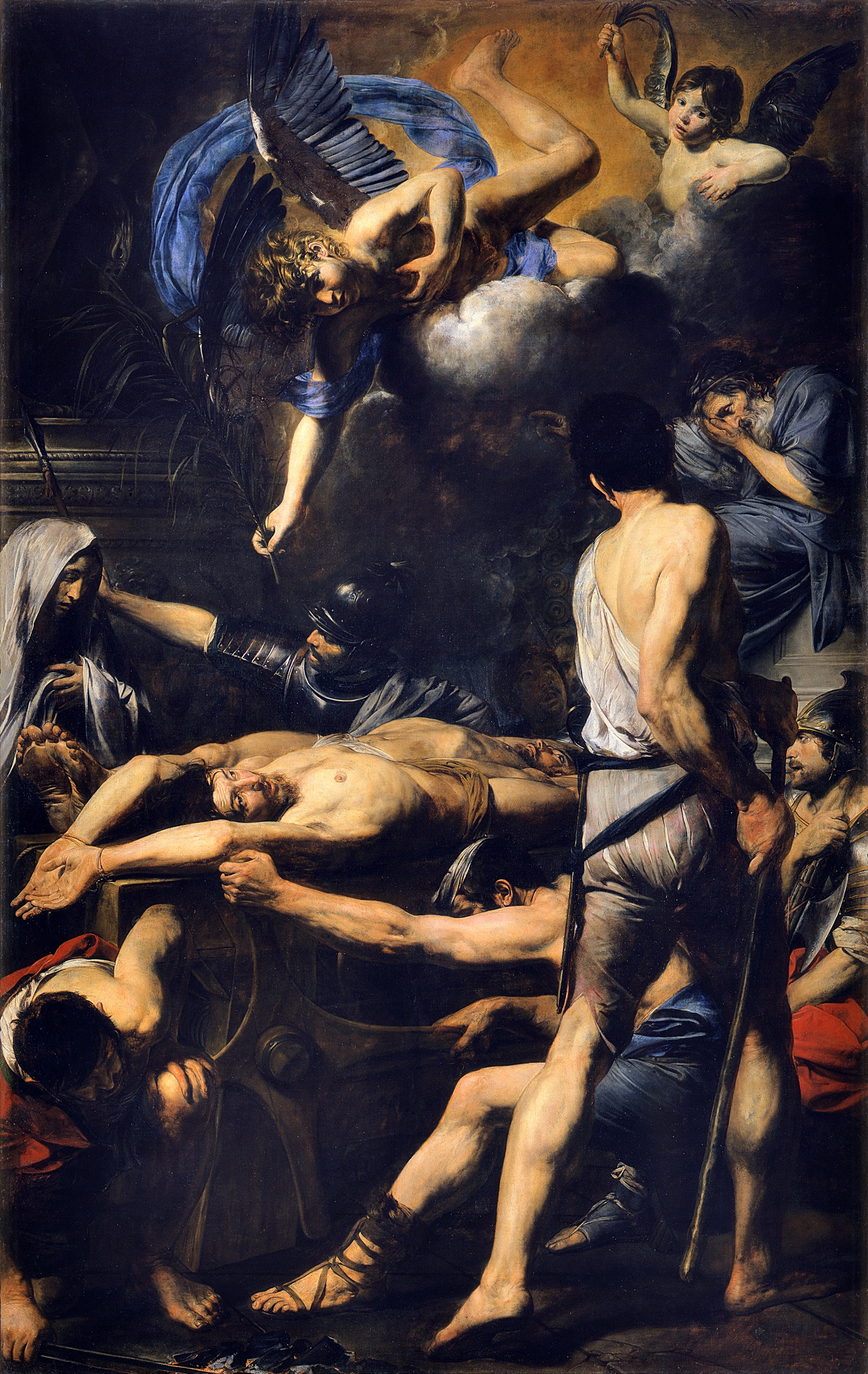
Свв. мученики Процесс и Мартиниан, Валентин Булонский

Процесс и Мартиниан (погибли ок. 67 года) — святые воины, мученики. День памяти — 2 июля.
По преданию, свв. Процесс и Мартиниан были воинами, которым было приказано охранять свв. апостолов Петра и Павла в Мамертинской темнице. Свв. апостолы обратили своих стражников ко Господу: по их молитвам в темнице открылся источник, в водах которого и были крещены воины апостолом Петром. По приказу императора Нерона стражники были схвачены, подвергнуты мучениям и обезглавлены. После их мученичества и мученичества апостола Павла, сочувствующая благородная женщина Люцина похоронила их на своём кладбище, что на Аврелиевой дороге, у второго столба. Об этом сообщают Римский мартиролог и Ипполит Делэе, а также другие источники. 

## Почитание
Свв. Процесс и Мартиниан почитаемы в Риме с III или IV века. На месте их погребения была воздвигнута церковь. Святитель Григорий Великий, Папа Римский, в их честь сложил гомилию, которая в праздничный день читалась в этой церкви. Св.Беда Достопочтенный сообщал о почитании святых в средневековой Англии.
Впоследствии воздвигнутый храм был снесён, и святой Пасхалий I, папа Римский, перенёс святые мощи в прежний собор святого Петра. Мощи святых остаются в новом соборе святого Петра по сей день: в правом (южном) трансепте. В 1605 году мощи святых были помещены в порфировую урну между двух старинных жёлтых колонн,  что под алтарём собора святого Петра. На полусфере имеются три круглых миниатюры с изображениями эпизодов жизни св. апостола Павла.
Праздник, посвящённый святым мученикам, был сохранён во время календарной реформы 1969 года.